# Regina Schmeken
Regina Schmeken (* 1955 in Gladbeck) ist eine deutsche Fotokünstlerin.

## Leben und Wirken
Regina Schmeken studierte Germanistik und Kunst in Essen und München.
In den Jahren 1977 bis 1982 entstanden ihre ersten Fotoserien bei längeren Aufenthalten in Paris, New York und Mailand. 1978 erhielt sie den Prix de la Critique bei den Rencontres Internationales de la Photographie in Arles, Frankreich. Ab 1980 wurden ihre Arbeiten regelmäßig ausgestellt. Seit 1986 ist sie Redaktionsfotografin der Süddeutschen Zeitung.
2020/2021 erhielt sie ein Kurzzeitstipendium an der Deutschen Akademie Rom Villa Massimo.
2024 wurde ihr die Hedwig-Dohm-Urkunde des Journalistinnenbundes für ihr Lebenswerk verliehen.
Regina Schmeken fotografiert schwarzweiß. Ihr von starken Kontrasten geprägter Stil (low-key) ist „subjektiv“ und „metaphernreich“ aber „unpathetisch“. Schmeken sucht nie in den Brennpunkten, sondern stets im Beiläufigen und im Schatten der Tagesaktualität ihre Motive. 1994 schreibt Claus Heinrich Meyer im Katalogbuch zur Ausstellung Geschlossene Gesellschaft: Ein gutes Geschick fügte es, dass Regina Schmeken den freien Raum verließ und als Weltkind in die „politische Photographie“ eintauchte … da war zunächst einmal das subjektive Übersetzerpatent, die subjektive Augenblickserkennung der Regina Schmeken; zusammen gingen sie auf Reisen und überwanden mühelos das vermeintlich objektive Medium der Photographie. Michael Koetzle sagt 1996 über Regiona Schmeken: Schmeken hat keine Fotoschule im engeren Sinne besucht und absolviert, sich keiner Richtung angeschlossen, keine Manifeste mitgetragen. Sie hat über Jahre ihr Sehen geschult, einen persönlichen Standpunkt gesucht, eine künstlerische Ausdrucksform.
Regina Schmeken ist die Tochter von Ewald Schmeken. Sie ist Mitglied der Deutschen Fotografischen Akademie (DFA) und der Deutschen Gesellschaft für Photographie (DGPh).
Regina Schmeken lebt und arbeitet in Berlin.

## Auszeichnungen
- 1978: Preis der Kritik bei den Rencontres d’Arles
- 1982: International Photo Design Award des Kunstmagazins Art
- 1984: Förderpreis für Fotografie der Landeshauptstadt München[9]
- 1994: Kodak-Fotobuchpreis für Geschlossene Gesellschaft
- 1996: Dr.-Erich-Salomon-Preis der Deutschen Gesellschaft für Photographie[10]
- 1997: Preis für künstlerische Architekturfotografie der Deutschen Telekom
- 2024: Hedwig-Dohm-Urkunde des Journalistinnenbundes

## Ausstellungen
Die Arbeiten von Regina Schmeken waren in über 30 Einzelausstellungen und über 20 Gruppenausstellungen zu sehen. Eine ihrer ersten Ausstellungsbeteiligungen war 1980 die Gruppenausstellung 12 Deutsche Photographen auf der Photokina. Ausstellungen im Ausland fanden unter anderem statt in den Niederlanden (Rotterdam), in Japan (Tokio, Osaka, Sapporo) und in Frankreich (Paris). Von 2002 bis 2006 befand sich ihre Ausstellung Die neue Mitte auf Initiative des Goethe-Instituts auf einer Welttournee mit über 80 Stationen. Ihre Arbeiten sind weltweit in öffentlichen Sammlungen zu sehen.
Einzelausstellungen
- 1980: Galerie Renner, München
- 1982: Galerie Rautenberg, Frankfurt
- 1982: Kunst und Frauen, Akademie der Bildenden Künste München
- 1983: Fotografische Arbeiten von 1980–1982, Fotomuseum im Münchner Stadtmuseum
- 1986, 1988: Serien Schlachthof und Marokko, Museum Folkwang, Essen und Kunststation St. Peter, Köln
- 1986: Regina Schmeken – Fotografien 1980–1985, Emschertal-Museum, Herne
- 1994, 1995, 1996: Geschlossene Gesellschaft, Deutsches Historisches Museum, Berlin[12], Goethe-Institut Rotterdam, Itami Museum, Osaka und Japanisches Palais, Dresden
- 1997, 1998: Geschlossene Gesellschaft, Tama Art University Museum, Tokio, Städtische Galerie, Sapporo und Goethe-Institut Paris
- 1999: Auge und Apparatur – die Wahrnehmung der Fotografie, Galerie Universität Konstanz (Tagung)
- 2002: Die neue Mitte, Bayerische Akademie der Schönen Künste, München
- 2003: Kein Krieg – Nirgends, Fotoinstallation am Löwenturm, München
- 2006: Unter Spielern, Museum für Fotografie, Berlin[13]
- 2006: Fotoinstallation im Eingangsbereich des Filmmuseums Berlin
- 2006: Unter Tänzern, Installation am Gasteig, München
- 2010: Regina Schmeken – no sports, Galerie Neumeister, München[14]
- 2011, 2021: Manhattan Skyline, Haus der Kulturen der Welt, Berlin[15], Deutsches Generalkonsulat, New York
- 2012: Regina Schmeken – Fotografien 2004–2012, Galerie Albrecht, Berlin[16]
- 2012, 2014: Unter Spielern – Die Nationalmannschaft, Martin-Gropius-Bau, Berlin[17], Dortmunder U, Dortmund[18] und Villa Stuck, München[19]
- 2016–2019: Blutiger Boden – Die Tatorte des NSU, Militärhistorisches Museum der Bundeswehr, Dresden[20], Martin-Gropius-Bau, Berlin[21], Rathausgalerie München[22], Stadtmuseum Kassel[23] und Dokumentationszentrum Reichsparteitagsgelände Nürnberg[24]
- 2020: Noir Est Blanc, Goethe-Institut, Bordeaux[25]

Arbeiten in öffentlichen Sammlungen
- Museum of Modern Art, New York[26]
- Bibliothèque nationale de France, Paris[27]
- Städtische Galerie im Lenbachhaus, München
- Haus der Geschichte, Bonn
- Museum Ludwig, Köln
- Willy-Brandt-Haus, Berlin
- Stiftung Deutsches Historisches Museum, Berlin
- Deutsches Literaturarchiv Marbach
- Artothek des Deutschen Bundestages, Berlin[28][29]

## Veröffentlichungen
- Alexander von Knorre (Hrsg.): Regina Schmeken. Fotografien, Arbeiten von 1980–1985. Ausstellung in der Städtischen Galerie im Rathauspark Gladbeck, 9. Februar – 6. April 1986 und Ausstellung in der Städtischen Galerie im Schlosspark Strünkede/Herne, 11. April – 19. Mai 1986. Texte von Ewald Schmeken und François Aubral. Emschertal-Museum, Herne 1986, ISBN 3-922987-11-7.
- Geschlossene Gesellschaft. Photographien 1989–1993. Katalogbuch zur Ausstellung. Kunstmann, München 1994, ISBN 3-88897-089-X.
- Die neue Mitte. Deutschland 1989–2000. Katalogbuch zur Ausstellung mit Texten von Julian Nida-Rümelin. Knesebeck, München 2001, ISBN 3-89660-091-5.
- Unter Spielern. Die Nationalmannschaft. Katalogbuch zur Ausstellung. Cantz, Ostfildern 2012, ISBN 978-3-7757-3440-0.
- Blutiger Boden. Die Tatorte des NSU. Katalogbuch zur Ausstellung. Hatje-Cantz, Berlin 2016, ISBN 978-3-7757-4158-3.